# Bala expansiva

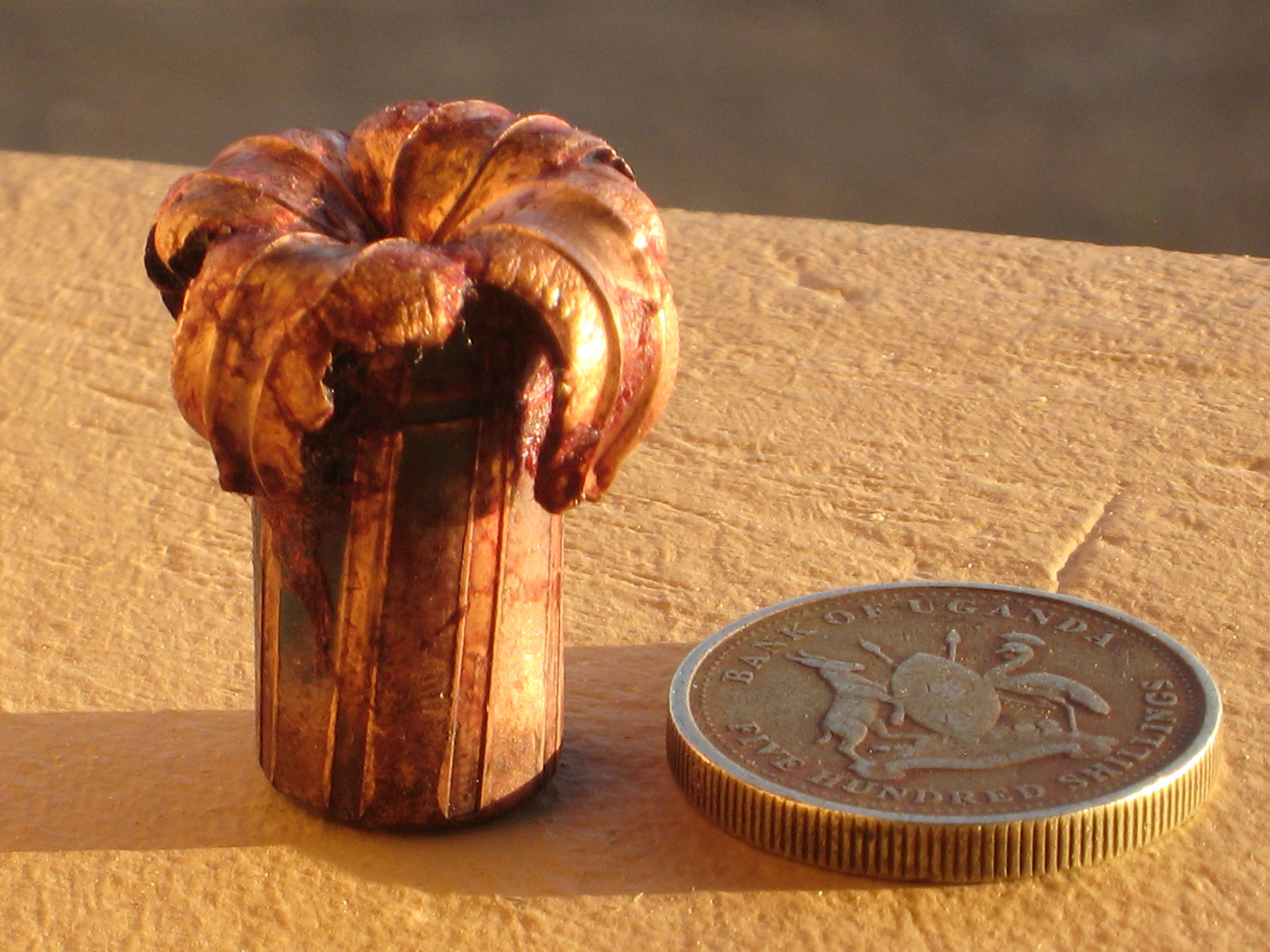
Bala .458 Winchester Magnum expandida, després d'haver matat un búfal africà, al costat d'una moneda ugandesa.

Les bales expansives són projectils dissenyats per ampliar l'impacte, augmentant el diàmetre per limitar la penetració i/o produir una ferida de major diàmetre per a una incapacitació més ràpida. Per aquest motiu, s'utilitzen per a la caça i per alguns departaments de policia, però generalment es prohibeix utilitzar-los en la guerra. Dos dissenys típics són la bala del punt buit i la bala del punt suau.